# ألان شابمان
ألان شابمان (بالإنجليزية: Allan Chapman)‏ هو سياسي بريطاني (وحمل سابقاً جنسية المملكة المتحدة لبريطانيا العظمى وأيرلندا)، ولد في 18 مارس 1897، وتوفي في 7 يناير 1966. في الانتخابات العامة في المملكة المتحدة 1935 ‏، انتخب عضو برلمان المملكة المتحدة الـ37 عن دائرة Rutherglen ‏ (14 نوفمبر 1935 – 15 يونيو 1945).